# Świątynia Jaguara

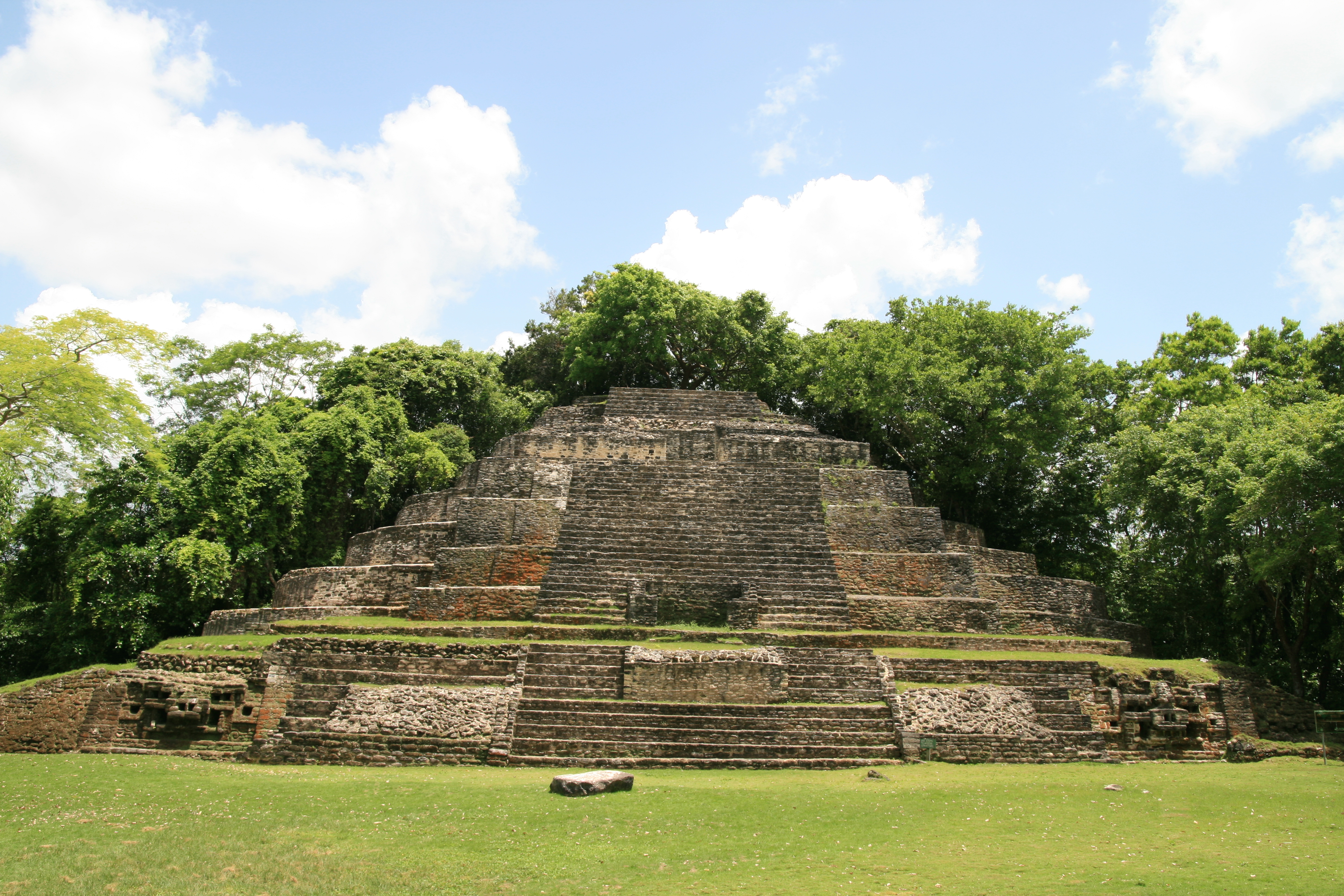
Świątynia Jaguara

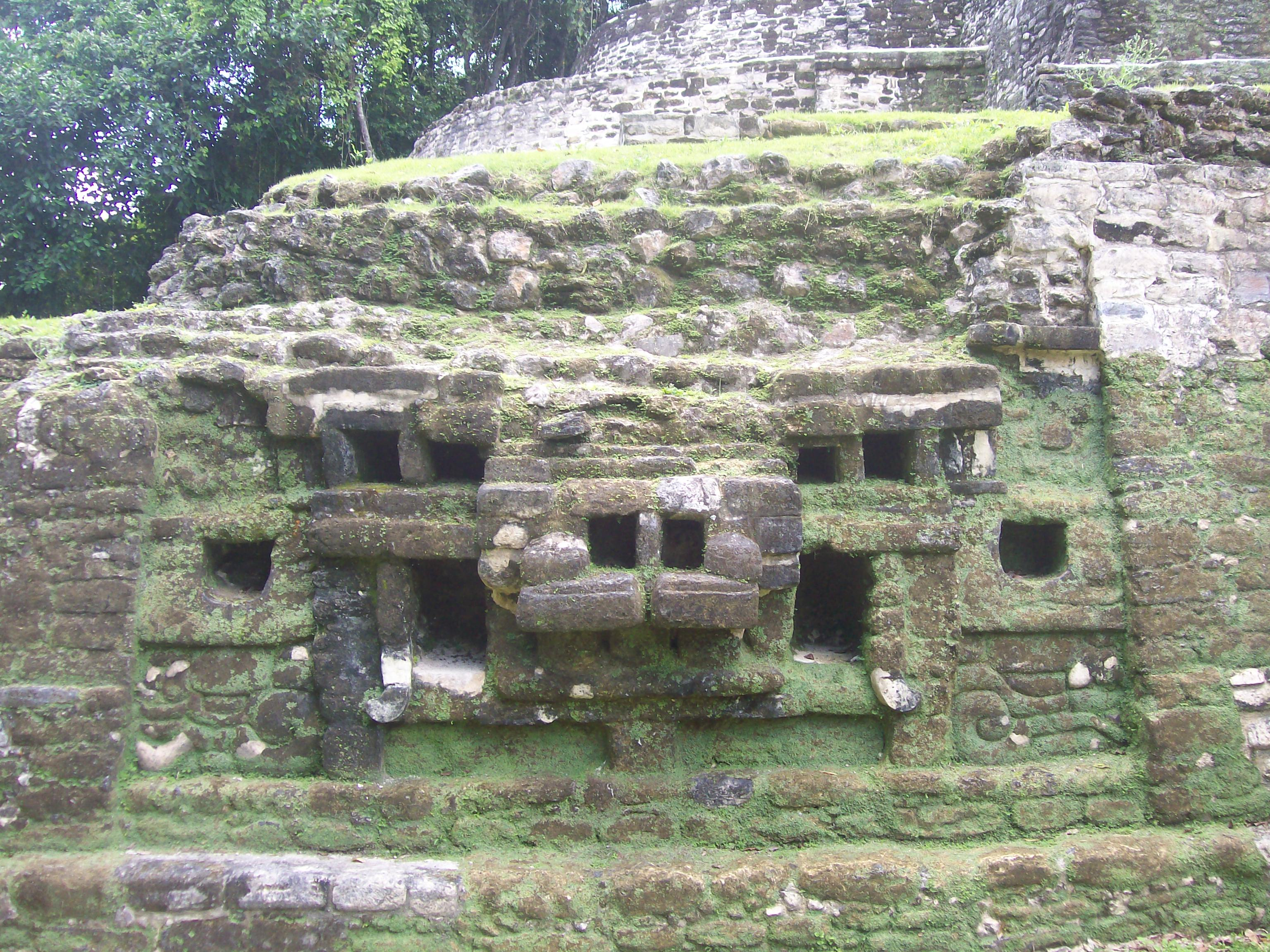
Jedna z nieforemnych masek Jaguara

Świątynia Jaguara lub Lamanai Structure N10-9 (hiszp. Templo de las Máscaras de Jaguar) – prekolumbijska majańska świątynia położona w Lamanai w Belize. Jej nazwa wywodzi się od nieforemnych głów jaguara zdobiących fasadę. 
Budowlę wzniesiono ok. 500-550 roku n.e. i poddawano różnym przemianom na przestrzeni wieków. Główne modyfikacje miały miejsce ok. VIII wieku, a mniejszych przeróbek dokonywano do połowy XI wieku. Świątynia składa się z dziewięciu poziomów i mierzy ok. 20 m wysokości. Od północnej strony znajdują się szerokie bazaltowe schody, a po ich bokach kamienne głowy jaguarów. Budowla podobnie jak inne tego typu obiekty w Lamanai charakteryzuje się brakiem komory świątynnej na szczycie oraz długą, wąską przestrzenią usytuowaną w poprzek schodów. Przed obiektem znajduje się poważnie zerodowana Stela 2.
Świątynia razem z przylegającym do niej placem i pobliskimi budynkami, była najbardziej na południe wysuniętą częścią Lamanai. Przyjmuje się, że w późnym okresie klasycznym był to główny punkt życia publicznego w mieście. W swojej pierwotnej formie zespół składał się z dwóch placów otoczonych rezydencjami i budynkami, które prawdopodobnie pełniły funkcje zarówno mieszkalne jak i administracyjne. Obecnie część ta określana jest jako grupa „Ottawa”.
Podczas prac archeologicznych natrafiono na pochodzące prawdopodobnie z wczesnego okresu klasycznego artefakty w postaci jadeitowej maski, zatyczek do uszu, wisiorka oraz 571 obsydianowych rdzeni.  
Pod koniec okresu klasycznego ludność zaczęła skupiać się w południowej części miasta, gdzie powstało nowe centrum życia społecznego skupione wokół świątyni. Dzięki temu była ona odnawiana do końca okresu postklasycznego, czyli do ok. 1200 roku, jednak wykorzystywano ją jeszcze prawdopodobnie do XV wieku.   